# Eusebi Carbó i Carbó
Eusebi Carbó i Carbó (Palamós, Baix Empordà, 31 de desembre de 1883 - Ciutat de Mèxic, 16 de gener de 1958) fou un mestre i propagandista anarcosindicalista i anarquista català.
Eusebi Carbó i Carbó evolucionà gradualment de l'ambient ideològic familiar federalista i anticlerical cap a l'anarquisme gràcies a la lectura dels textos de Godwin, Kropotkin, Proudhon i Mikhaïl Bakunin. Aviat marxà cap a Barcelona, on va contactar amb un vell conegut de la família, Anselmo Lorenzo.
Detingut en 1901 quan tenia només 18 anys, fou empresonat cinc mesos. En 1905 freqüentà el grup Avenir i aviat es convertí en un militant de perfil alt, ja que des de 1914 participà en nombrosos congressos, especialment el Congrés Nacional Anarquista de 1919 a Barcelona, en què fou delegat per la regió del Llevant. Proposà enviar una delegació per observar la Revolució Russa; però no aconseguí travessar la frontera. Viatjant per Itàlia va trobar Errico Malatesta, Armando Borghi i Luigi Fabbri, que tingué una forta influència en les seves idees.
El 1916, juntament amb Mauro Bajatierra Morán, participà en el Congrés de la Unió General de Treballadors (UGT) i inicià la militància al grup «Los Iguales». El 1918, després de participar en la Conferència Internacional del Treball a Ginebra, en el VI Congrés de la Federació Nacional d'Agricultors a València defensà la línia anarquista dura, igual que al Congrés a Barcelona en representació del Llevant. En 1921 va participar en el Congrés de la CNT que establí el propòsit de l'organització cap al comunisme llibertari, i també va denunciar la deriva autoritària que estava tenint la Revolució Russa.
Detingut a València en 1921, fou condemnat a dos anys de presó. Alliberat poc després, dirigí a Saragossa el diari Cultura y Acción. Poc després marxà a l'exili a Perpinyà i participà en la lluita contra la dictadura de Primo de Rivera. Va treballar de taxista i col·laborà amb Francesc Macià en els fets de Prats de Molló. En 1927 signà un manifest en defensa de la CNT. Fou el redactor del diari Solidaridad Obrera en 1930, i director de 1934 a 1935.
El març de 1930 va ser un dels signants del Manifest d'Intel·ligència Republicana, i també redactor de La Guerra Social. En 1931 participà en la Conferència de la Confederació Regional del Treball de Catalunya (CRTC), celebrada a Barcelona entre el 31 de maig i l'1 de juny. Entre el 10 i el 16 de juny de 1931 presidí a Madrid la novena sessió del III Congrés Confederal de la CNT, on va ser elegit delegat per assistir al Congrés de l'AIT.
En 1933 assegurà al costat d'Alexander Schapiro la Secretaria de l'AIT però s'oposà als intents insurreccionalistes de la FAI. En 1934 formà part d'un comitè per acollir els fills dels vaguistes de Saragossa. El 23 de juny representà Catalunya en el ple nacional de Madrid, però manté disputes amb altres militants. Al juliol de 1936 quan va esclatar la revolució social, la seva fermesa ideològica oscil·là entre la reafirmació de l'ortodòxia anarcosindicalista i l'exercici polític com a membre del Consell Econòmic de Catalunya, la seva tasca al Comissariat de propaganda de la Generalitat i al Ministeri d'Educació. El 1937 va dirigir la revista de la CNT Catalunya. De setembre del 1937 a gener de 1938 va viatjar a Nova York per encàrrec de la Generalitat de Catalunya per tal d'assolir el suport a la causa republicana dels grups anarquistes italians de la ciutat.
Després de la Guerra Civil Espanyola es va refugiar a França, d'on marxà a Santo Domingo el 1940 abans de residir a Mèxic, on fou el secretari de la CNT el 1943, oposant-se a les tesis de Joan Garcia Oliver per a la creació d'una nova FAI. En 1945 va ser elegit secretari de la Delegació General de CNT a Mèxic, i també rebutjà la participació en un ministeri en el govern de la República espanyola en l'exili de Giral. Va continuar la seva col·laboració amb la premsa confederal internacional amb diversos pseudònims (Mario Negro, Gustavo, Simplicio, Negresco, H. Horizonte, Romano, Rodrigo, Gran Orador.) 
Va morir el 16 de gener de 1958 a la Ciutat de Mèxic. La seva companya Margarida Gironella continuà publicant les obres del seu marit fins a la seva mort el 1964.

## Obres
- Gestas magníficas, Interviú con el gran revolucionario Enrique Malatesta (1921)
- En línia recta. El naturismo y el problema naturista (1930)
- La reconstrucción de España (1945)
- La crisis fraudulenta del marxismo Arxivat 2016-03-03 a Wayback Machine. (1941, sense editar)
- Traduí de l'italià La rivoluzione in Italia: nostra opinione per il suo trionfo de Malatesta i Storia del socialismo europeo nel XX° secolo de Leo Weiczen-Giuliani.

## Llegat
El 2014 Margarita Carbó, historiadora i neta d'Eusebi Carbó, publicà el diari del viatge que feu el seu avi a Nova York entre finals de 1937 i principis de 1938.